# Zaur Kaloyev
Zaur Grigoriévitch Kaloyev (en russe : Заур Григорьевич Калоев), né le 24 mars 1931 à Tbilissi et mort le 23 décembre 1997 dans la même ville, est un ancien joueur de football soviétique évoluant au poste d'attaquant et ayant remporté l'Euro 1960 avec l'URSS.

## Débuts au Spartak Tbilissi
Kaloyev débute sous le maillot du Spartak Tbilissi lors de la saison 1950, l'équipe finit 9e mais Kaloyev s'est déjà imposé au sein de l'effectif. La saison suivante, le club est relégué après avoir fini à la 14e place et avant-dernier mais Kaloyev réussit à inscrire un tiers des buts de son équipe en inscrivant 12 buts. La saison 1952 voit Kaloyev joué en First League (seconde division) mais il n'arrive pas à faire remonter son équipe parmi l'élite du football soviétique et décide de partir chez le voisin le Dinamo Tbilissi.

## Passage au Dinamo
Kaloyev commence lors de la saison 1953, il montre à ses dirigeants qu'ils ne se sont pas trompé de le choisir, le club finit second derrière le Spartak Moscou et il inscrit sept buts. La saison 1954 est plus sombre, le Dinamo finit 8e et termine en étant la plus mauvaise défense du championnat (47 buts encaissés) , Kaloyev n'inscrit presque aucun but cette saison ainsi que lors de la saison 1955 où l'équipe finit 9e. La saison 1956 ne voit pas d'amélioration au Dinamo, le club finit une nouvelle fois huitième et Kaloyev se retrouve dans l'ombre de Avtandil Chkuaseli meilleur buteur du club qui inscrit en moyenne dix buts par saison. Kaloyev commencera la saison 1957 avec le Dinamo avant de partir pour le Lokomotiv. 

## Premier titre avec le Lokomotiv
Zaur Kaloyev est transféré au Lokomotiv Moscou au début de la saison 1957 mais doit subir la concurrence de joueurs de talent comme Valentin Bubukin ou Viktor Voroshilov mais remporte son premier titre majeur en remportant avec son équipe la Coupe d'URSS de football 1957 après la victoire sur le Spartak Moscou 1-0, le Lokomotiv termine 4e à 8 points du champion le Dinamo Moscou. La saison 1958 est la dernière de Kaloyev au Lokomotiv, il ne trouve que rarement le chemin des filets et le Lokomtiv finit à une décevante 5e place.

## Retour au Dinamo Tbilissi
Kaloyev retourne au Dinamo avant le début de la saison 1959 et ce sera un retour fracassant pour le natif de Tbilissi, son équipe termine troisième du championnat, inscrit 16 buts et décroche le titre de meilleur buteur de la saison devant son ancien coéquipier Viktor Sokolov (quatorze buts).
La saison 1960 est l'apothéose pour Kaloyev, même si son équipe termine 8e du championnat, il décroche pour la deuxième fois de suite le titre de meilleur buteur de la saison avec vingt buts, cela lui permet d’être sélectionné par Gavril Kachalin pour faire partie de la sélection soviétique à l'Euro 1960, même s'il ne participera à aucun match, il remportera le Championnat d’Europe et inscrit une grande ligne à son palmarès. La saison 1961 verra son équipe prendre la septième place, Kaloyev terminera cinquième du classement des buteurs avec quatorze buts.

## Fin de Carrière en beauté
La saison 1962 est bonne pour le Dinamo, le club termine troisième et Kaloyev prend une nouvelle fois la cinquième place du classement des buteurs avec treize réalisations, la saison 1963 voit un coup de vieux pour Kaloyev qui ne se classe pas dans les premiers des buteurs et le Dinamo termine cinquième. La dernière saison de la carrière de Zaur est surement la plus belle, il remporte le championnat d'Union soviétique de football qui lui échapper tant et termine sa carrière sur ce titre.